# Bacouel-sur-Selle
Bacouel-sur-Selle é uma comuna francesa na região administrativa de Altos da França, no departamento de Somme. Estende-se por uma área de 6,24 km². Em 2010 a comuna tinha 503 habitantes (densidade: 80,6 hab./km²).